# Cazoulès
Cazoulès är en kommun i departementet Dordogne i regionen Nouvelle-Aquitaine i sydvästra Frankrike. Kommunen ligger i kantonen Carlux som tillhör arrondissementet Sarlat-la-Canéda. År 2019 hade Cazoulès 450 invånare.

## Befolkningsutveckling
Antalet invånare i kommunen Cazoulès
Referens:INSEE